# Jork Weismann
Jork Weismann (geboren 1970 in Linz) ist ein österreichischer Mode- und Fotograf.

## Leben und Werk
Weismann wuchs in Gmunden auf. Er arbeitete unter anderem für die Vogue, die Elle und Vanity Fair, aber auch für die New York Times, Zeit und die Süddeutsche Zeitung. Im Jahr 2017 schuf er das offizielle Porträt des österreichischen Bundespräsidenten Alexander Van der Bellen. Er fotografiert regelmäßig international bekannte Schauspieler, Musiker und Models.
Weismanns erstes Buch über das Chateau Marmont Hotel am Sunset Boulevard in Los Angeles Asleep at the Chateau ist 2012 bei Damiani erschienen.
Weismann ist mit dem früheren Fotomodell Michaela Schwarz verheiratet, das Paar hat einen Sohn.

## Auszeichnungen
- 2011 Vienna Fashion Award als Best Photographer
- 2013 LeadAward
- 2014 Gold Annual SPD Award
- 2014 Lion beim Cannes Lions International Festival of Creativity
- Prix de la Photographie in Hyeres

## Nachweise
1. ↑  Der Standard: Jork Weismann: Promifotograf und nun auch Amtsbildmacher, abgerufen am 17. April 2021.
2. ↑  Asleep at the Chateau. Damiani, Bologna 2012, ISBN 978-88-6208-242-6

| Personendaten    | Personendaten                             |
| ---------------- | ----------------------------------------- |
| NAME             | Weismann, Jork                            |
| KURZBESCHREIBUNG | österreichischer Mode- und Kulturfotograf |
| GEBURTSDATUM     | 1970                                      |
| GEBURTSORT       | Linz                                      |